# Cho-airong
Cho-airong (em tailandês: เจาะไอร้อง) é um distrito da província de Narathiwat, no sul da Tailândia. 

## História
Cho-airong foi elevado a status de distrito menor (King Amphoe) em 31 de maio de 1993. Passou oficialmente ao status de distrito da província em 5 de dezembro de 1996.